# 16. századi kolostorok a Popocatépetl lejtőin
A mexikói Popocatépetl vulkán lejtőin 1994 óta tizennégy, 2021 óta tizenöt, a 16. századból származó kolostor áll világörökségi védelem alatt. A kiváló állapotban fennmaradt épületeket a környék indián lakosságát katolikus hitre térítő ferencesek, domonkosok és Ágoston-rendiek építették. Építészeti stílusuk nem csak a mai Mexikó területén, hanem azon kívüli helyeken is nagy hatást gyakorolt a vallásos építészetre. Az indiánok korábbi szertartásaira mind nyílt terekben került sor, ezért a hittérítők, hogy könnyebben elfogadtathassák az őslakókkal az új vallást, szintén nagy hangsúlyt fektettek arra, hogy megpróbálják a katolikus szertartásokat is nyílt téren tartani.
Az 1524-ben érkező ferencesek és az 1526-ban érkező domonkosok négy-négy, míg az 1533-tól itt tevékenykedő Ágoston-rendiek hat kolostort alapítottak és működtettek a 14-ből. Az ilyen kolostorokban általában iskolák és kórházak is működtek, a vízvezetékeket pedig a kolostorokhoz építették ki először, ezért a települések ezek körül az épületek körül alakultak ki.
A kolostorok épületegyüttesei általában egy legfeljebb öt méter magas fallal körbevett átrium köré csoportosultak, amelynek négy sarkában egy-egy kicsi kápolna, közepén pedig egy kereszt áll. Az egyhajós templom többnyire a kolostortól északra helyezkedik el. Az épületegyüttesekben gyakoriak a szökőkutak és a gondozott kertek, belül pedig a falfestmények.

## A 15 kolostor listája
| Sorszám | Kép | Név                             | Állam    | Község               | Település                |
| ------- | --- | ------------------------------- | -------- | -------------------- | ------------------------ |
| 1.      |     | Szent Máté apostol-kolostor     | Morelos  | Atlatlahucan         | Atlatlahucan             |
| 2.      |     | Nagyboldogasszony-székesegyház  | Morelos  | Cuernavaca           | Cuernavaca               |
| 3.      |     | Szent Domonkos-kolostor         | Morelos  | Tetela del Volcán    | San Andrés Hueyapan      |
| 4.      |     | Szent Domonkos-kolostor         | Morelos  | Yautepec             | Oaxtepec                 |
| 5.      |     | Szent Jakab apostol-kolostor    | Morelos  | Ocuituco             | Ocuituco                 |
| 6.      |     | Jézus születése-kolostor        | Morelos  | Tepoztlán            | Tepoztlán                |
| 7.      |     | Keresztelő Szent János-kolostor | Morelos  | Tetela del Volcán    | Tetela del Volcán        |
| 8.      |     | Keresztelő Szent János-kolostor | Morelos  | Tlayacapan           | Tlayacapan               |
| 9.      |     | Szent Vilmos-kolostor           | Morelos  | Totolapan            | Totolapan                |
| 10.     |     | Keresztelő Szent János-kolostor | Morelos  | Yecapixtla           | Yecapixtla               |
| 11.     |     | Szeplőtelen fogantatás-kolostor | Morelos  | Zacualpan de Amilpas | Zacualpan de Amilpas     |
| 12.     |     | Assisi Szent Ferenc-kolostor    | Puebla   | Calpan               | San Andrés Calpan        |
| 13.     |     | Szent Mihály arkangyal-kolostor | Puebla   | Huejotzingo          | Huejotzingo              |
| 14.     |     | Mária mennybemenetele-kolostor  | Puebla   | Tochimilco           | Tochimilco               |
| 15.     |     | Mária mennybemenetele-kolostor  | Tlaxcala | Tlaxcala             | Tlaxcala de Xicohténcatl |